# NVP Retreats
NVP est une compagnie fictive située à Genoa City, Wisconsin dans le feuilleton Les Feux de l'amour.

## Le commencement
Nikki Newman et Phyllis Summers Newman ont une idée : créer un centre de bien-être avec spa sous l'égide de Jabot et elles le proposent à Jack, qui refuse à cause de l'instabilité de Jabot Cosmétics. Phyllis et Jack se disputent et Phyllis quitte son nouveau job de chef des nouvelles technologies chez Jabot. Par la suite, Nikki et Phyllis soumettent l'idée à Victor Newman qui accepte de financer le projet et rejoint le partenariat, leur donne un bureau dans les tours de Newman Entreprises. Ils appellent le projet NVP pour Nikki, Victor, Phyllis.

## Jack et NVP
Pas longtemps après, Victor est touché par une épilepsie ce qui le conduit à agir bizarrement. Il est dupé par Jack qui devient propriétaire et PDG de NVP. Dans le contrat, il est stipulé que Victor aura toujours le dernier mot sur les décisions à prendre. La soirée d'ouverture est un succès et les centres se développent très rapidement, d'abord aux États-Unis puis dans le monde entier.

## NVP et Clear Springs
Le projet controversé NVP spa à Clear Springs force chacun des protagonistes à choisir son camp. D'un côté Jack, Victor, Phyllis et Nick sont pour le développement de cette ville “en train de mourir” tandis que Nikki, Brad, et Victoria sont contre, espérant garder le patrimoine historique. Nikki et Neil Winters essaient de booster les votes pour leur camp en présentant Nikki au conseil d'administration de Newman Entreprises et remercient Phyllis d'avoir fait du chantage à Brad (celui-ci a une liaison avec Sharon). Mais Brad affronte Phyllis et la fait arrêter pour extorsion, elle est reconnue coupable et envoyée en prison. 

## La séance photo de NVP
En avril 2007, Sharon dit à Drucilla Winters que Phyllis l'a fait chanter à cause de sa liaison avec Brad Carlton. Lors du shooting pour NVP, Sharon et Phyllis commencent à se bagarrer au bord de la falaise, Drucilla intervient. Elles perdent leurs téléphones et continuent à se battre. Drucilla chute de la falaise et ne sera jamais retrouvée. Sharon tombe aussi, mais se rattrape et est sauvée.

## Nikki possède NVP
Victor redevient arrogant en voulant contrôler tout le monde comme toujours, en ayant toujours l'intention de se venger de Jack. Mais ce n'est que quelques semaines plus tard, après avoir accepté de vendre NVP à Nikki, qu'il découvre que Jack a revendu Jabot à Katherine Chancellor, donc il a perdu son pouvoir sur Jack. En rage contre Jack, Katherine et Ji-Min Kim pour les torts subis, Victor explique à Nikki qu'il lui a vendu NVP seulement pour avoir ses parts de Jabot, là il aurait pu exercer sa vengeance. Nikki en a marre de Victor, déménage et demande le divorce. Elle demande à David Chow de travailler pour NVP, il accepte.

## Victor possède NVP
La compagnie est dirigée par Nikki et David jusqu'à ce que le divorce Nikki - Victor soit prononcé en janvier 2008. Le jugement attribue à Victor les profits de NVP qu'il n'a pas eu durant le temps de contrôle de la société par Nikki. Victor reprend le contrôle de NVP. Victor est le seul propriétaire, car Phyllis avait dû tout abandonner à cause du scandale de son chantage sur Brad. Victor fait de NVP une société subordonnée à Newman Entreprises.